# Zarządzanie wydajnością firmy
Zarządzanie wydajnością firmy (ang. corporate performance management, CPM) – obszar business intelligence umożliwiający kontrolę i zarządzanie wydajnością organizacji, mając na uwadze kluczowe wskaźniki efektywności (ang. key performance indicators, KPI) takie jak zysk, zwrot z inwestycji, a także koszty operacyjne. Dla organizacji, które działają on-line CPM zawiera dodatkowe czynniki takie jak przeglądy stron, ładowanie serwera, informowanie o przeciążeniu sieci. CPM jest znane także jako business performance management (BPM) lub enterprise performance management (EPM).
Zarządzanie wydajnością firmy (CPM) obejmuje wszystkie praktyki, technologie, metodyki i miary używane do zbierania i zatwierdzania informacji. Systemy CPM posiadają takie moduły jak prognozowanie, budżetowanie czy planowanie, umożliwiają także dostęp do wizualnie przedstawionych zrównoważonych kart wyników, a także kokpitów managerskich przedstawiających w przejrzysty sposób każdą informację.
Interfejs systemów CPM zazwyczaj pokazuje odpowiednie liczby przyporządkowane kluczowym wskaźnikom wydajności, dzięki czemu użytkownicy mogą śledzić wyniki poszczególnych jednostek, jak również wyniki konkretnych projektów, porównując je z celami i strategią organizacji. Niektóre firmy używają systemów CPM z zaawansowanymi metodologiami zarządczymi takimi jak zrównoważona karta wyników.
Historycznie systemy CPM używane były wyłącznie w departamentach finansowych różnych organizacji, jednakże nowoczesne systemy służą całemu przedsiębiorstwu.